# 吉田友好
吉田 友好（よしだ ともよし、1951年（昭和26年）4月27日 - ）は、日本の政治家。元大阪府大阪狭山市長（3期）。

## 経歴
大阪府大阪市出身。英知大学（現・聖トマス大学）文学部中退。大阪狭山市役所に入り、総務部理事などを務める。
2003年大阪狭山市長選挙に立候補し、現職を破って初当選。2007年に元市長を破って再選。2011年に無投票で三選。2015年に退任した。2022年、令和4年春の叙勲で旭日小綬章を受章。